# Академіка Операрія
Ассосіасау Академіка і Операрія да Боа Вішта або просто Академіка Операрія (порт. Associação Académica e Operária da Boa Vista) — професіональний кабовердійський футбольний клуб з міста Саль-Реї, на острові Боа-Вішта.

## Історія
Клуб було засновано 3 липня 1977 року. Перша частина назви клубу походить від португальського клубу Академіка з міста Коймбра, друга — від португальського слова «оператори». Це один з клубів під назвою «Академіка», який було засновано після здобуття Кабо-Верде незалежності. В лівій частині логотипу можна прочитати абревіатуру «OBV».
Команда має 19 острівних титулів, деякі з них вони виграли між 1995 та 1996, 2001 та 2003, а також останній на сьогодні в 2015 роках. Академіка Операрія також виграла свій перший та останній на сьогодні відкритий чемпіонат в 2005 році.

## Виступи в плей-оф
Клуб вийшов до плей-оф у сезоні 1999—2000 років, клуб не переміг в чемпіонаті, але поборовся з Дербі, який представляв острів Сан-Вісенте, перший матч завершився з нічийним рахунком 1:1, а в другому Академіка зазнала поразки.

## Досягнення
- Чемпіонат Кабо-Верде: 0

фіналіст 1999/2000
- Чемпіонат острова Боа Вішта: 18 в списку, 19 всього

1977/78, 1978/79, 1981/82, 1982/83, 1984/85, 1988/89, 1990/91, 1992/93, 1994/95, 1995/96, 1996/97, 1998/99, 1999/2000, 2002/03, 2008/09, 2011/12, 2013/14, 2014/15
- Відкритий Чемпіонат острова Боа Вішта з футболу: 1

2005

## Статистика виступів у лігах та кубках

### Національний чемпіонат
| Сезон | Див. | Міс. | Іг. | В | Н | П | ЗМ | ПМ | РМ | О | Кубок           | Примітки        | Плей-офф        |
| ----- | ---- | ---- | --- | - | - | - | -- | -- | -- | - | --------------- | --------------- | --------------- |
| 1999  | 1B   | 2    | 3   | 1 | 2 | 0 | 5  | 4  | +1 | 5 |                 | Не пробилися    | Не брали участі |
| 2000  | 1A   | 1    | 3   | 1 | 2 | 0 | 6  | 3  | +3 | 5 | Вихід до фіналу | 2-ге місце      |                 |
| 2003  | 1B   | 6    | 5   | 0 | 1 | 4 | 6  | 12 | -6 | 1 |                 | Не пробилися    | Не брали участі |
| 2009  | 1A   | 6    | 5   | 0 | 1 | 4 | 2  | 9  | -7 | 1 |                 | Не пробилися    | Не брали участі |
| 2012  | 1B   | 5    | 5   | 0 | 2 | 3 | 9  | 13 | -7 | 2 |                 | Не пробилися    | Не брали участі |
| 2014  | 1B   | 5    | 5   | 2 | 0 | 3 | 3  | 9  | -6 | 6 |                 | Не пробилися    | Не брали участі |
| 2015  | 1A   | 6    | 5   | 0 | 2 | 3 | 2  | 7  | -5 | 2 | Не пробилися    | Не брали участі |                 |

### Острівний чемпіонат
| Сезон   | Див. | Міс. | Іг. | В  | Н  | П | ЗМ | ПМ | РМ  | О  | Кубок | Суперкубок | Примітки                          |
| ------- | ---- | ---- | --- | -- | -- | - | -- | -- | --- | -- | ----- | ---------- | --------------------------------- |
| 2000-01 | 2    | 1    | -   | -  | -  | - | -  | -  | -   | -  |       |            | Вихід до національного Чемпіонату |
| 2008-09 | 2    | 1    | 12  | -  | -  | - | -  | -  | -   | -  |       |            | Вихід до національного Чемпіонату |
| 2011-12 | 2    | 1    | 14  | -  | -  | - | -  | -  | -   | -  |       |            | Вихід до національного Чемпіонату |
| 2013-14 | 2    | 1    | 14  | 11 | 1  | 2 | 34 | 11 | +23 | 34 |       |            | Вихід до національного Чемпіонату |
| 2014-15 | 2    | 1    | 14  | 11 | 13 | 0 | 3  | 7  | 26  | 36 |       |            | Вихід до національного Чемпіонату |

## Деякі статистичні дані
- Найкращий рейтинг: 2-ге (національний чемпіонат)

## Відомі гравці
- Елі (в 1999 та 2000 роках) — забив один м'яч, єдиний м'яч у фіналі Чемпіонаті Кабо-Верде в 2000 році.